# Gronausaurus
Gronausaurus es un género extinto de plesiosaurio leptocleídido que vivió durante el Cretácico Inferior en Alemania. Es un género monotípico y la especie tipo es Gronausaurus wegneri. Es conocido a partir de un único esqueleto que incluye dientes, partes de las mandíbulas, el neurocráneo, vértebras, piezas de las costillas, parte de la cintura escapular, la pelvis entera y algunos huesos de las extremidades. El esqueleto fue descubierto en Gronau, en Renania del Norte-Westfalia en 1912 por el paleontólogo Thomas Wegner (a quien debe su nombre de especie), pero fue identificado originalmente como restos de Brancasaurus brancai, un plesiosaurio que había sido nombrado en 1910 de fósiles de la misma localidad. El esqueleto hallado en 1912 fue asignado a su propio género y especie en 2013. Un análisis filogenético de Gronausaurus indica que está más cercanamente relacionado cono Brancasaurus y que ambos se ubican en la familia Leptocleididae.